# 카스텔디이에리
카스텔디이에리(이탈리아어: Castel di Ieri)는 이탈리아 아브루초주 라퀼라도에 있는 코무네이다.